# 죄수부대
죄수부대(罪囚部隊) 또는 형벌부대(刑罰部隊)는 사형 집행이 선고될 정도의 중범죄자들만 모아서 창설한 비인도적 부대이다. 주로 목숨을 담보로 하면서 성공 가능성이 희박한 임무가 주어지며, 성공하면 죄를 사면한다는 조건을 걸고 있다.

## 목록
- 독일
  - 제999아프리카 경사단
  - 딜레반가 여단
  - Strafbattalion
- 미국
  - Galvanized Yankees
- 소련
  - Shtrafbat, 제2차 세계 대전 당시의 NKVD 죄수 대대.
- 영국
  - 왕립 아프리카 군단, 1800년~1821년 동안 존재했던 부대와 파생 부대.
- 프랑스
  - 아프리카 경보병 대대
  - 죄수 연대